# Grizzly Bear
|  | For bjørnen, se Grizzlybjørn. |
Grizzly Bear er sanger og sangskriver Ed Droste, Christopher Bear på trommer, bassist Chris Taylor og sangskriver og guitarist Daniel Rossen, som også er medlem af bandet Department Of Eagles.
Gruppen spiller en blanding af eksperimental folk, folk-rock og rock.
Grizzly Bear udsendte i slutningen af maj 2009 det anmelderroste album, Veckatimest, der bl.a. indeholder singlen "Two Weeks". 
Veckatimest er opfølger til 2006's Yellow House, som også modtog kritikerroser fra hele det internationale anmelderkorps.
De har blandt andet været på turné bl.a. med Radiohead, TV On The Radio, Feist og Paul Simon og desuden udgivet EP'en "Friend".

## Diskografi
- Horn of Plenty (2004)
- Yellow House (2006)
- Veckatimest (2009)
- Shields (2012)
- Painted Ruins (2017)